# Mecanisme de quatre barres

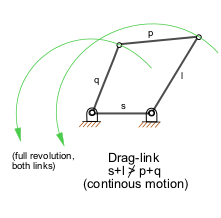
Mecanisme de quatre barres.

En enginyeria mecànica, un mecanisme de quatre barres o quadrilàter articulat és un mecanisme format per tres barres mòbils i una quarta barra fixa (per exemple, el sòl), unides mitjançant nusos articulats (unions de revoluta o pivots). Les barres mòbils estan unides a la fixa mitjançant pivots. Usualment les barres es numeren de la següent manera:
- Barra 2. Barra que proporciona moviment al mecanisme.
- Barra 3. Barra superior.
- Barra 4. Barra que rep el moviment.
- Barra 1. Barra imaginària que vincula la unió de revoluta de la barra 2 amb la unió de revoluta de la barra 4 amb el terra.

## Llei de Grashof
La Llei de Grashof és una fórmula utilitzada per analitzar el tipus de moviment que farà el mecanisme de quatre barres: perquè existeixi un moviment continu entre les barres, la suma de la barra més curta i la barra més llarga no pot ser major que la suma de les barres restants.

## Anàlisi de posició
Per mesures físiques fàcilment es poden tenir les longituds de les barres 1, 2, 3, 4. Ja que la barra 1 és estacionària, el seu angle és fix. Es diu que l'angle de la barra 2 respecte a l'horitzontal és una variable controladora. Per tant, les incògnites són els angles de les barres 3 i 4.
Equació vectorial:
{\displaystyle {\bar {l}}_{2}+{\bar {l}}_{3}={\bar {l}}_{1}+{\bar {l}}_{4}}
{\displaystyle L_{2}\cos \theta _{2}i+l_{2}\sin \theta _{2}j+l_{3}\cos \theta _{3}i+l_{3}\sin \theta _{3}j=l_{1}\cos \theta _{1}i+l_{1}\sin \theta _{1}j+l_{4}\cos \theta _{4}i+l_{4}\sin \theta _{4}j}
Separant les equacions en direcció "i" i direcció "j"
Equació en "i": {\displaystyle l_{2}\cos \theta _{2}+l_{3}\cos \theta _{3}=l_{1}\cos \theta _{1}+l_{4}\cos \theta _{4}} 

Equació en "j": {\displaystyle l_{2}\sin \theta _{2}+l_{3}\sin \theta _{3}=l_{1}\sin \theta _{1}+l_{4}\sin \theta _{4}}
Com es coneixen l'angle de la barra 2 i l'angle de la barra 1, és possible simplificar realitzant els següents canvis de variable:
{\displaystyle A=l_{2}\cos \theta _{2}-l_{1}\cos \theta _{1}}
{\displaystyle B=l_{2}\sin \theta _{2}-l_{1}\sin \theta _{1}}
Amb la qual cosa queda el sistema d'equacions com:
{\displaystyle A+l_{3}\cos \theta _{3}=l_{4}\cos \theta _{4}}
{\displaystyle B+l_{3}\sin \theta _{3}=l_{4}\sin \theta _{4}}
En elevar els termes al quadrat i sumar les dues equacions, tenint en compte que {\displaystyle \cos ^{2}\theta +\sin ^{2}\theta =1}, se simplifica de la següent manera:
{\displaystyle A^{2}+2Al_{3}\cos \theta _{3}+B^{2}+2Bl_{3}\sin \theta _{3}+l_{3}^{2}=l_{4}^{2}}
{\displaystyle A\cos \theta _{3}+B\sin \theta _{3}={\frac {l_{4}^{2}-l_{3}^{2}-A^{2}-B^{2}}{2l_{3}}}}
És possible tornar a simplificar fent el següent canvi de variable:
{\displaystyle C={\frac {l_{4}^{2}-l_{3}^{2}-A^{2}-B^{2}}{2l_{3}}}}
Utilitzant les identitats trigonomètriques
{\displaystyle \sin \theta \ ={\frac {2\tan {\frac {1}{2}}\theta \ }{1+\tan ^{2}{\frac {1}{2}}\theta \ }}}, {\displaystyle \cos \theta \ ={\frac {1-\tan ^{2}{\frac {1}{2}}\theta \ }{1+\tan ^{2}{\frac {1}{2}}\theta \ }}}
i substituint les identitats en l'equació:
{\displaystyle {\frac {A\left(1-\tan ^{2}{\frac {1}{2}}\theta _{3}\right)+B\left(2\tan {\frac {1}{2}}\theta _{3}\right)}{1+\tan ^{2}{\frac {1}{2}}\theta _{3}}}=C}
s'obté una equació quadràtica. En utilitzar la fórmula general per resoldre el sistema s'obté:
{\displaystyle \tan {\frac {1}{2}}\theta _{3}={\frac {B\pm {\sqrt {A^{2}+B^{2}-C^{2}}}}{C+A}}}
El valor per l'angle de la barra 3 és el següent:
{\displaystyle \theta _{3}=2\tan ^{-1}\left({\frac {B\pm {\sqrt {A^{2}+B^{2}-C^{2}}}}{C+A}}\right)}
Per obtenir el valor de l'angle de la barra 4 és el mateix procediment, definint el següent canvi de variable:
{\displaystyle D={\frac {l_{3}^{2}-l_{4}^{2}-A^{2}-B^{2}}{2l_{4}}}}
El valor de l'angle de la barra 4 resulta:
{\displaystyle \theta _{4}=2\tan ^{-1}\left({\frac {B\pm {\sqrt {A^{2}+B^{2}-D^{2}}}}{D+A}}\right)}
NOTA: els dos valors que es poden obtenir per a cada angle representen les diferents configuracions del sistema.

## Anàlisi de velocitat
Aquest mecanisme s'ha d'analitzar mitjançant el mètode de la velocitat relativa
Dades d'entrada
- L'única dada referit a velocitat que es coneix en un mecanisme de quatre barres és la velocitat angular de la barra 2.
- Mitjançant una anàlisi prèvia de posició es coneix la informació de les barres.

Per a l'anàlisi es procedirà a buscar la velocitat del punt B (unió de la barra 3 i 4). Per a aquest punt hi ha dues trajectòries possibles: des {\displaystyle O_{2}\,} fins B i des {\displaystyle O_{4}\,} fins B. Per començar es defineix la velocitat de B pel que fa a la barra 4
{\displaystyle {\bar {V}}_{B}={\bar {\omega }}_{4}\times \ {\bar {l}}_{4}=\omega _{4}l_{4}\cos \theta _{4}{\hat {j}}-\omega _{4}l_{4}\sin \theta _{4}{\hat {i}}}
Ara es definirà la velocitat del punt B respecte a l'altra trajectòria.
{\displaystyle {\bar {V}}_{B}={\bar {V}}_{B|A}+{\bar {V}}_{A}={\bar {\omega }}_{3}\times \ {\bar {l}}_{3}+{\bar {\omega }}_{2}\times \ {\bar {l}}_{2}}
{\displaystyle {\bar {V}}_{B}=\omega _{3}l_{3}\cos \theta _{3}{\hat {j}}-\omega _{3}l_{3}\sin \theta _{3}{\hat {i}}+\omega _{2}l_{2}\cos \theta _{2}{\hat {j}}-\omega _{2}l_{2}\sin \theta _{2}{\hat {i}}}
Igualant les equacions per {\displaystyle {\bar {V}}_{B}\,} i separant els components, s'obté un sistema de dues equacions amb dues incògnites.
{\displaystyle {\hat {i}}\rightarrow -\omega _{4}l_{4}\sin \theta _{4}=-\omega _{3}l_{3}\sin \theta _{3}-\omega _{2}l_{2}\sin \theta _{2}}
{\displaystyle {\hat {j}}\rightarrow \omega _{4}l_{4}\cos \theta _{4}=\omega _{3}l_{3}\cos \theta _{3}+\omega _{2}l_{2}\cos \theta _{2}}

## Anàlisi d'acceleració
Aquest mecanisme s'ha d'analitzar mitjançant el mètode d'acceleració relativa
les fórmules són:

## Simuladors gratuïts
de 4 Barres Gràfica la posició, velocitat i acceleració. (Només per a Windows)
Kima (R) v2.5 Suite de programes per a calcular la posició, velocitat i acceleració dels mecanismes: quatre barres, maneta corredissa i inversió tipus I de maneta corredissa. Funciona en mode interactiu i en mode paramètric, facilitant la interacció amb Matlab (R). Ús lliure per a fins acadèmics.